# Брив ла Гајард
Брив ла Гајард (фр. Brive-la-Gaillarde) је насељено место у Француској у региону Лимузен, у департману Корез.
По подацима из 2006. године број становника у месту је био 50.009.

## Демографија
| 1962.  | 1968.  | 1975.  | 1982.  | 1990.  | 1999.  | 2006.  | 2011.  |
| ------ | ------ | ------ | ------ | ------ | ------ | ------ | ------ |
| 40.175 | 46.561 | 51.828 | 51.511 | 49.765 | 49.141 | 50.009 | 48.267 |

## Партнерски градови
- Лауф ан дер Пегниц
- Жолијет
- Sikasso
- Гимараис
- Реус
- Данстабл
- Мелитопољ